# Morový sloup (Svinčany)
Částečně dochovaný morový sloup se nalézá u hřbitovní zdi na severozápadním okraji obce Svinčany v okrese Pardubice. Sloup pochází z roku 1713, původně měl podobu kamenných sloupkových božích muk a stával před nynějšími hospodářskými budovami mezi rybníčkem a Kostelem svatého Vavřince. Ve druhé polovině 20. století (některé prameny uvádí 80. léta) byl sloup odstraněn a zbylý podstavec byl přemístěn ke hřbitovu. Morový sloup je od roku 1958 chráněn jako nemovitá kulturní památka ČR.

## Popis
Torzálně dochovaný pískovcový barokní morový sloup z roku 1713 je tvořen hranolovým soklem složeným ze dvou částí. V horní části jsou do soklu po stranách vyhloubeny mělké rámce. Na horní části se nalézá kruhová patka (pozůstatek po bývalém sloupu), na ni přímo nasazen hranolový kaplicový nástavec, na němž je po třech stranách vytesán reliéfní dvouramenný kříž, zadní strana je hladká. Kaplice je zakončena střechovitým nástavcem jehlancového tvaru, z jehož vrcholu trčí zbytek kovového trnu.